# Ashley Alexandra Dupré
Ashley Youmans (Belmar, 30 de abril de 1985), mais conhecida pelo nome artístico Ashley Alexandra Dupré, é uma cantora, colunista e ex-garota de programa norte-americana. Em 2008, ficou internacionalmente conhecida como a figura central no escândalo sexual envolvendo Eliot Spitzer, até então atuando como governador de Nova Iorque. Chegou a trabalhar rapidamente como cantora; suas canções eram inicialmente disponibilizadas em sua página oficial no MySpace. Em 2005, fundou sua própria companhia de entretenimento na intenção de divulgar sua carreira na indústria fonográfica, mas não obteve sucesso. Em 2009, em decorrência do escândalo com o governador, recebeu a oportunidade de atuar como colunista sexual no jornal New York Post.